# Cherry Point Refinery
Cherry Point Refinery je největší ropná rafinerie v americkém státě Washington. Nachází se zhruba 11 kilometrů jižně od města Blaine a 13 kilometrů severozápadně od města Ferndale, nedaleko kanadských hranic, na pobřeží Georgijské úžiny mezi Březovým a Lummijským zálivem. Celkově se jedná o čtvrtou největší rafinerii na západním pobřeží Spojených států a o osmadvacátou největší v celé zemi. Byla postavena roku 1971 s kapacitou zhruba 16 tisíc m³ a momentálně zpracovává více než 35 800 m³ ropy denně, z čehož z 90 procent je vytvářen benzin, nafta nebo tryskové palivo. Rafinerie má rozlohu 13 km² a je provozována společností BP.
Většina ropy, kterou rafinerie zpracovává, pochází ze severu Aljašky, odkud je sem přivážena skrz úžinu Juana de Fucy a Rosariovu úžinu ropnými tankery, které ropu vykládají nedaleko mysu zvaného Cherry Point, který patří do Georgijské úžiny. Zbytek přivážené ropy pochází z ropných ložisek na západu Kanady a dostává se sem potrubím.
Vyrobené palivo bývá většinou rozváženo do různých čerpacích stanic ve Washingtonu a Oregonu buď prostřednictvím Olympijského ropovodu nebo cisternovými kamiony. Tryskové palivo z této rafinerie pak tvoří 85 procent paliva využívaného na letišti Seattle-Tacoma International Airport. Dále se zde vyrábí pražený koks, jenž se vyváží do nedaleké výrobny hliníku společnosti Alcoa.
V roce 1971 závod vznikl jako rafinerie společnosti ARCO, kterou však firma BP zakoupila v dubnu 2000.